# Condado de Parker
El condado de Parker es un condado localizado en el estado de Texas, Estados Unidos. Tiene una población estimada, a mediados de 2021, de 156 764 habitantes.
La cabecera se encuentra en la ciudad de Weatherford.
Este condado es parte del Dallas/Fort Worth Metroplex y se encuentra al sur del condado de Dallas.
El condado de Parker fue nombrado por Isaac Parker, un legislador del estado que propuso el proyecto de ley para crear el condado.

## Demografía
Según el censo de 2020, en ese momento el condado tenía una población de 148 222 habitantes.
| Raza                   | Núm.    | Porc.  |
| ---------------------- | ------- | ------ |
| Blancos                | 122 995 | 82.98% |
| Afroamericanos         | 1738    | 1.17%  |
| Amerindios             | 1229    | 0.83%  |
| Asiáticos              | 1035    | 0.70%  |
| Isleños del Pacífico   | 116     | 0.08%  |
| Otras razas            | 6759    | 4.56%  |
| De una mezcla de razas | 14 350  | 9.68%  |
| Total                  | 148 222 | 100%   |

Del total de la población, el 13.37% son hispanos o latinos de cualquier raza.